# یو مینوبه
یو مینوبه (به انگلیسی: Yu Minobe) ژیمناست زادهٔ ۲۳ فوریهٔ ۱۹۹۰ میلادی اهل کشور ژاپن است.